# Mythimna lutescens
Mythimna lutescens là một loài bướm đêm trong họ Noctuidae.